# 豊岡バイパス (群馬県)
豊岡バイパス（とよおかバイパス）は、群馬県高崎市下豊岡町から高崎市上豊岡町へ至る延長2.5kmの国道18号のバイパスである。旧道は群馬県道26号高崎安中渋川線に降格した。

## 概要
- 起点 : 群馬県高崎市下豊岡町
- 終点 : 群馬県高崎市上豊岡町
- 全長 : 2.5km
- 車線 : 4車線
- 開通 : 1981年

## 通過市町村
- 群馬県
  - 高崎市

## 交差する道路
| 交差する道路                                | 交差する場所 | 起点から (km) |
| ------------------------------------------- | ------------ | ------------- |
| 国道18号                                    |              |               |
| 国道406号                                   | 君が代橋西   | 0.6           |
| 県道26号高崎安中渋川線 〈環状線〉           | 上豊岡町     | 2.7           |
| 国道18号（高崎安中拡幅区間） 小諸・安中方面 |              |               |

## 交通量
2005年度（平成17年度道路交通センサスより）
平日24時間交通量（台）
- 高崎市下豊岡町字下北久保 : 57,311